# Laroche-près-Feyt
Laroche-près-Feyt é uma comuna francesa na região administrativa da Nova Aquitânia, no departamento de Corrèze. Estende-se por uma área de 17,24 km². Em 2010 a comuna tinha 63 habitantes (densidade: 3,7 hab./km²).